# The Tall Guy
Pour plus de détails, voir Fiche technique et Distribution.
The Tall Guy est un film britannique réalisé par Mel Smith et sorti en 1989.

## Synopsis
Angoissé par la vie, déprimé par son manque d'expérience auprès des femmes et comédien dégouté de jouer les faire-valoirs auprès de Ron Anderson, un célèbre comique américain désagréable, Dexter King déprime. Jusqu'au jour où il rencontre l'adorable Kate, une infirmière, et trouve un rôle dans la comédie musicale Elephant Man, qui semble connaître un certain succès...

## Fiche technique
- Titre : The Tall Guy
- Réalisation : Mel Smith
- Scénario : Richard Curtis
- Photographie : Adrian Biddle
- Sociétés de production : London Weekend Television et Working Title Films
- Sociétés de distribution : Virgin Group, Miramax Films
- Pays d'origine :  Royaume-Uni
- Langue : anglais
- Genre : Comédie romantique
- Durée : 92 minutes
- Dates de sortie :
  - 23 juin 1989 (Royaume-Uni)
  - 21 septembre 1990 (États-Unis)

## Distribution
- Jeff Goldblum (VF : Bernard Lanneau) : Dexter King
- Rowan Atkinson : Ron Anderson
- Emma Thompson (VF : Véronique Augereau) : Kate Lemmon
- Geraldine James : Carmen
- Anna Massey : Mary
- Kim Thomson : Cheryl
- Hugh Thomas : Dr. Karabekian
- Emil Wolk : Cyprus Charlie
- Harold Innocent : Timoth
- Joanna Kanska : Tamara
- B.J. Rambo : Chœur ’Elephant’
- Jan Lloyd : Chœur ’Elephant
- Peter Kelly : Gavin
- Tim Barlow (en) : M. Morrow
- Charles Lamb : Vieil homme dans la chaise roulante